# 東久邇宮稔彥王
東久邇宮稔彥王（日语：／ Higashikuni-no-miya Naruhiko Ō */?，1887年12月3日—1990年1月20日），日本歷來唯一一位擔任內閣總理大臣的皇室成员，亦是直至現在任期最短的一位總理大臣，1906年獲賜東久邇宮宮號。他是久邇宮朝彥親王的兒子，久邇宮邦彥王及朝香宮鳩彥王的弟弟，昭和天皇的皇后香淳皇后為其姪女。

## 生平

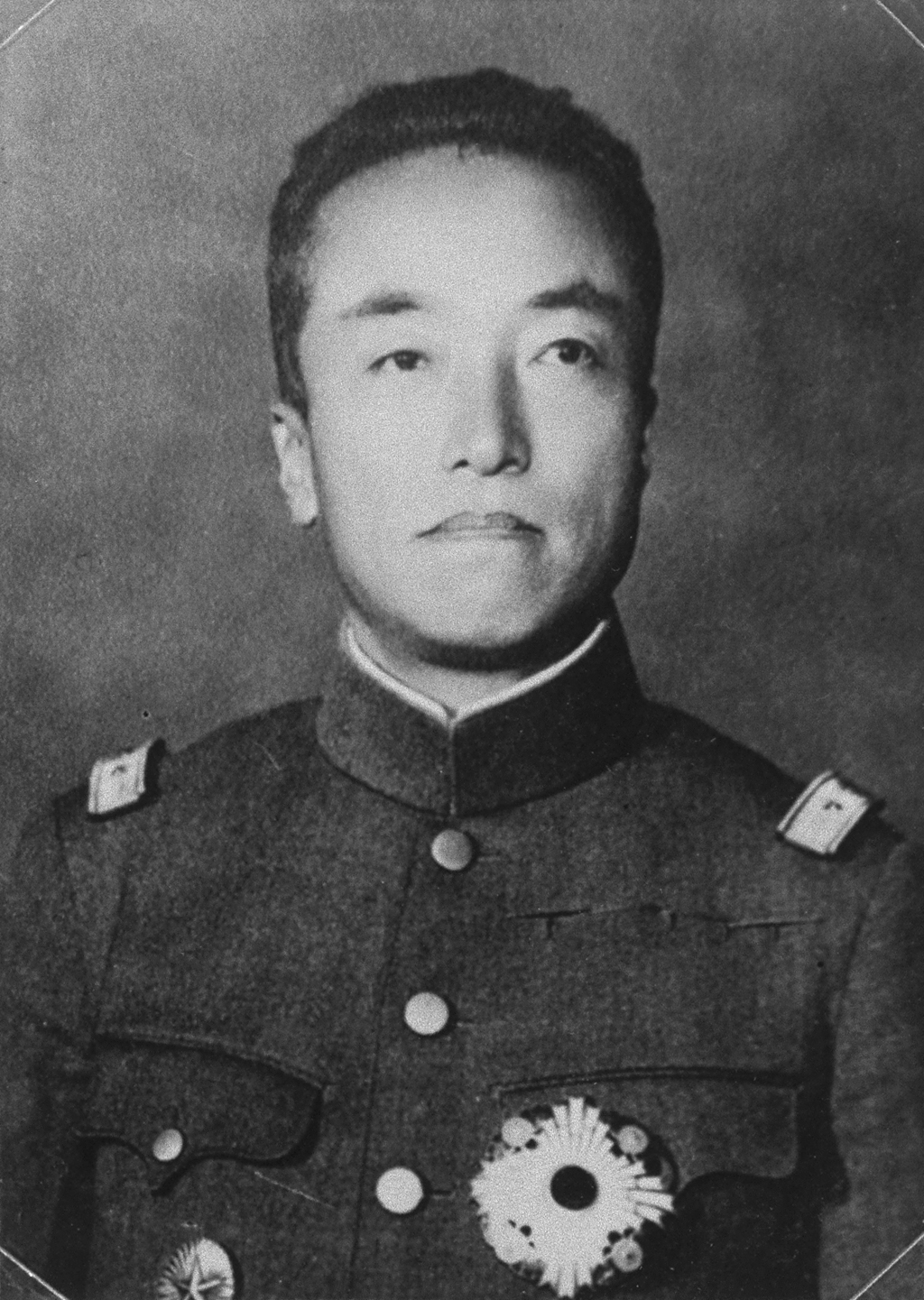
东久弥宫稔彦王

他原任陸軍，參加過武汉会战，萌生反戰情緒，1941－1944年回到日本負責防衛司令事務；日本戰敗而結束二戰後，昭和天皇要他主力協助處理善後工作。

### 戰後工作
由於是皇室內的和平派，因此找他來代表日本推動與盟軍進行後續戰敗重建等事務；並由他出任內閣總理大臣，但他只在任了54天，為歷任首相最短任期，因其與駐日盟軍司令部（GHQ）意見不合，內閣集體總辭，随后币原喜重郎出任日本首相。由于戰後的日本國憲法下，內閣總理大臣需由兩院議員擔任，而根據公職選舉法與地方自治法，皇族無選舉權與被選舉權，而先前皇族亦无担任内阁总理大臣者，因此東久彌宮稔彥王為至今唯一一位皇族成員曾擔任內閣總理大臣者。
他於1947年脫離皇室以示負起對於戰爭的責任，改名為東久邇稔彥，並被公職追放至1952年。日後曾嘗試創立新興宗教，以及做過各種各樣的工作。他是世上曾任政府首腦的人裡少數壽命超過一百歲的（在日本方面包括中曾根康弘、村山富市），享嵩壽102歲。